# يوليان كوخ
يوليان كوخ (بالألمانية: Julian Koch)‏ (11 نوفمبر 1990 ألمانيا - ) هو لاعب كرة قدم ألماني، يلعب كمدافع.

## وصلات خارجية
يوليان كوخ على موقع قاعدة بيانات كرة القدم.إي يو (الإنجليزية)
- يوليان كوخ على موقع بيانات كرة القدم. دي إي (الألمانية)
- يوليان كوخ على موقع Soccerway.com (الإنجليزية)
- يوليان كوخ على موقع عالم كرة القدم.نت (الإنجليزية)
- يوليان كوخ على موقع AS.com (الإسبانية)